# 塞雷塞达德拉谢拉
塞雷塞达德拉谢拉，是西班牙卡斯蒂利亚-莱昂萨拉曼卡省的一个市镇。 总面积16平方公里，总人口92人（2001年），人口密度6人/平方公里。